# Congruência (geometria)

Um exemplo de congruência. As duas figuras à esquerda são congruentes, enquanto que a Terceira é similar a elas. A última figura não é congruente nem similar às anteriores. Note que a congruência altera algumas propriedades, tais como localização e orientação, mas mantém outras sem modificação, como a distância entre pontos e os ângulos. As propriedades não modificadas são chamadas invariantes.

A congruência é um conceito geométrico. Em geometria, duas figuras são congruentes se elas possuem a mesma forma e tamanho. Mais formalmente, dois conjuntos de pontos geométricos são ditos “congruentes” se, e somente se, um pode ser transformado no outro por isometria, ou seja, uma combinação de translações, rotações e reflexões. O conceito associado de similaridade admite uma mudança no tamanho entre duas figuras similares.
Dois ângulos são congruentes se, sobrepostos um sobre o outro, todos os seus elementos coincidem. Nos paralelogramos, os lados paralelos são congruentes, e os dois ângulos opostos pelo vértice são sempre congruentes. Num triângulo equilátero, todos os lados e ângulos são congruentes; nos triângulos isósceles, apenas os lados iguais e os ângulos da base são congruentes.

## Definição de congruência em geometria analítica
Em um sistema euclidiano, o conceito de congruência é fundamental: é equivalente ao conceito de igualdade entre números. Em geometria analítica, a congruência pode ser definida intuitivamente da seguinte forma: o mapeamento de figuras em um sistema de coordenadas cartesianas são congruentes se e somente se para quaisquer dois pontos do primeiro mapeamento, a  distância euclidiana entre eles é igual à distância Euclideana entre os pontos correspondentes no segundo mapeamento.
Uma definição mais formal pode ser dada por: dois subconjuntos  “A” e “B” do espaço euclidiano Rn são chamados congruentes se existir uma isometria f : Rn  → Rn  (um elemento do grupo euclidiano E(n)) tal que f(A) = B. Congruência é uma relação de equivalência.

## Congruência de segmentos de reta
Dois segmentos de reta são congruentes quando possuem o mesmo comprimento.

## Congruência de ângulos
Dois ângulos são congruentes quando possuem a mesma medida ou "abertura".

## Congruência de triângulos

A forma do triângulo é determinado até a congruência pela especificação de dois lados e o ângulo entre eles (LAL), dois ângulos e o lado entre eles (ALA) ou dois ângulos e um lado adjacente correspondente (AAL). Entretanto, especificando-se dois lados e um ângulo adjacente (LLA) pode levar a dois triângulos distintos.

Dois triângulos são congruentes se seus lados correspondentes forem congruentes e seus ângulos correspondentes.
Se o triângulo ABC é congruente com o triângulo DEF, a relação pode ser escrita matematicamente como:
{\displaystyle \triangle \mathrm {ABC} \cong \triangle \mathrm {DEF} }
Em muitos casos, é suficiente estabelecer a igualdade entre três partes correspondentes e utilizar um dos seguintes resultados para deduzir a congruência de dois triângulos:

### Determinando a congruência
A evidência da congruência entre dois triângulos no espaço Euclideano pode ser obtida através das seguintes comparações:
- LAL (Lado-Ângulo-Lado): se dois lados dos dois triângulos forem congruentes e o ângulo entre estes lados for congruente, então os triângulos são congruentes.
- LLL (Lado-Lado-Lado):  Se os dois triângulos apresentarem os três lados congruentes, então os triângulos são congruentes .
- ALA (Ângulo-Lado -Ângulo):  Se dois triângulos possuem um lado e dois ângulos adjacentes a este lado respectivamente congruentes, então os triângulos são congruentes.
- AAL (Ângulo-Ângulo-Lado): Se dois triângulos possuirem um lado congruente, o ângulo oposto a este lado e o ângulo adjacente ao lado congruentes, então os triângulos são congruentes.
- RHL (Ângulo reto-Hipotenusa-Lado):  Se dois triângulos retângulos possuírem hipotenusas congruentes e um cateto congruente, então os triângulos são congruentes.